# ゲオルギオス・クツィアス
ゲオルギオス・"ギオルゴス"・クツィアス（Georgios "Giorgos" Koutsias (ギリシア語: Γεώργιος "Γιώργος" Κούτσιας、2004年2月8日 - ）は、ギリシャ・テッサロニキ出身のプロサッカー選手。シカゴ・ファイアーFC所属。ポジションは、フォワード。

## 経歴
2012年、ティレマホス・アレクサンドレイアからPAOKに移籍した。
2020年9月18日、1-1で引き分けたホームのアトロミトス戦でプロデビューを果たした。
2023年2月28日、シカゴ・ファイアーFCに移籍した。